# فاطمه قاسمی
فاطمه قاسمی (زاده ۲۶ بهمن ۱۳۷۹ در فیروز آباد) یک فوتبالیست ایرانی است که به عنوان مهاجم در باشگاه فوتبال زنان پرسپولیس در لیگ دسته یک بازی می‌کند.

## سابقه
فاطمه قاسمی عضوی از تیم ملی بانوان ایران در رده‌های سنی مختلف بوده‌است و سابقه بازی در تیم‌های بانوان شهرداری بم و استقلال خوزستان را دارد.
او در سن ۱۵ سالگی برای اولین بار به اردوی تیم ملی بزرگسالان ایران دعوت شد و در همین اردو از طرف سرمربی وقت تیم ملی زنان ایران، به عنوان استعداد برتر شناخته شد. همچنین وی سابقه نایب قهرمانی در مسابقات قهرمانی زیر ۲۳ سال آسیای میانه در آذر ۱۳۹۸ را در کارنامه خود دارد.

## آمار

### ملی
فاطمه قاسمی در مسابقات انتخابی زیر ۱۶ سال آسیا در سال ۲۰۱۷، توانست ۱۰ گل در چهار بازی بزند و رتبه دوم برترین گلزنان را کسب کند. پنج گل در برابر تیم زنان قرقیزستان، سه گل در مقابل تیم زنان امارات و دو گل در مقابل تیم زنان سنگاپور به ثمر رساند. تیم ایران در پایان مسابقات، پس از تیم زنان بنگلادش و تیم زنان چین تایپه سوم شد و نتوانست به مرحله نهایی صعود کند.
فاطمه قاسمی در مسابقات انتخابی زیر ۱۹ سال آسیا در سال ۲۰۱۹، موفق به ثمر رساندن ۳ گل در ۷ بازی شد. هر سه گل او در مقابل تیم ملی زنان لائوس، به ثمر رسید. در پایان آن مسابقات، تیم ایران با برابر بودن تفاضل گل و گل زده با تیم ملی زنان ویتنام، تنها به خاطر داشتن یک کارت زرد بیشتر (۴ در مقابل ۳)، از رسیدن به مرحله نهایی بازماند.
وی در در مسابقات قهرمانی زیر ۲۳ سال آسیای میانه موسوم به کافا در سال ۲۰۱۹، ۲ گل به تیم تاجیکستان، ۲ گل به قرقیزستان و یک کارت قرمز در بازی با قرقیزستان به ثبت رساند. تیم ملی فوتبال امید زنان ایران، در پایان آن مسابقات، با شکست در مقابل ازبکستان به مقام دوم رسید.
همچنین، او در جربان همین مسابقات، با پارگی مینیسک زانوی پای راست خود مواجه شد و آن را به‌دست جراحان سپرد.

### باشگاهی
فاطمه قاسمی در فصل ۹۷–۹۸ لیگ کوثر بانوان ایران در ۲۲ بازی ۱۵ گل برای تیم ووچان کردستان به ثمر رساند. در فصل ۹۹–۱۴۰۰ نیز ۶ گل در ۱۰ بازی زد.